# Aeroportul Christmas Island
Aeroportul Christmas Island (IATA: XCH, ICAO: YPXM) este un aeroport din Insula Crăciunului, Australia ce deservește zona Christmas Island cuisine⁠(d). Aeroportul a fost tranzitat în 2022 de 22.682 de pasageri.
Situat la o altitudine de 279 m, aeroportul dispune de 1 pistă.

## Infrastructură

### Piste
Aeroportul dispune de o singură pistă. Pista 18/36 are suprafața de asfalt și dimensiunile 2.103 m × 45 m. 